# プラス・ディタリー駅
プラス・ディタリー駅 (プラス・ディタリーえき、仏：Place d'Italie) は、フランス・パリの13区にあるメトロ (地下鉄) の駅。5号線、6号線及び7号線を利用することができる。

## 概要
プラス・ディタリー駅は、パリの地下鉄メトロの駅。5号線、6号線と7号線が利用可能である。パリ南部にあり、13区北部のイタリア広場に位置している。5号線の南のターミナル駅となっている。
1906年4月24日、2号南線（詳細は「2号線」参照。のちに5号線となる。）の駅として開業した。駅名は、地上にあるイタリア広場（プラス・ディタリー、Place d'Italie）にちなんで名付けられた。

## 歴史
- 1906年4月24日、メトロ2号南線の駅として開業。
- 1906年6月2日、メトロ5号線の駅が開業。
- 1907年10月14日、メトロ2号南線がメトロ5号線に統合される。
- 1909年3月1日、メトロ6号線の駅が開業。
- 1930年2月15日、メトロ10号線の駅が開業。
- 1931年4月26日、メトロ10号線の駅がメトロ7号線に移管される。

## 駅周辺
- イタリア広場 （プラス・ディタリー、Place d'Italie）
- グランテクラン （Grand Écran） - イタリア広場の南に面している複合施設（本ページの写真の左上に見える建築物）。丹下健三が設計した [1]。
- 第13区役所 （Mairie du 13e arrondissement）

## 隣の駅
パリメトロ
5号線
カンポ＝フォルミオ駅 （Campo-Formio） - プラス・ディタリー駅
6号線
コルヴィザール駅 （Corvisart） - プラス・ディタリー駅 - ナシオナル駅 （Nationale）
7号線
レ・ゴブラン駅 （Les Gobelins） - プラス・ディタリー駅 - トルビアック駅 （Tolbiac）